# Kiss János (labdarúgó, 1952)
Kiss János (Hajdúböszörmény, 1952. augusztus 28. –) válogatott labdarúgó, hátvéd.

## Pályafutása

### Klubcsapatban
1988-ig a Debrecen labdarúgója volt. 1979 és 1988 között összesen 140 első osztályú mérkőzésen szerepelt és két gólt szerzett.

### A válogatottban
1979-ben egy alkalommal szerepelt a válogatottban.

## Statisztika

### Mérkőzése a válogatottban
| Magyarország | Magyarország      | Magyarország                | Magyarország | Magyarország | Magyarország | Magyarország | Magyarország | Magyarország |
| #            | Dátum             | Helyszín                    | Hazai        | Eredmény     | Vendég       | Kiírás       | Gólok        | Esemény      |
| ------------ | ----------------- | --------------------------- | ------------ | ------------ | ------------ | ------------ | ------------ | ------------ |
| 1.           | 1979. október 17. | Debrecen, Nagyerdei stadion | Magyarország | 3 – 1        | Finnország   | Eb-selejtező | -            | 71'          |
|              | Összesen          |                             |              | 1            | mérkőzés     |              | 0            | gól          |